# 결성군
결성군(結城郡)은 홍성군 결성면을 중심으로 홍성군 남부에 있던 군이다. 1914년 홍성군에 통폐합되었다.

## 행정 구역
(링크)
본래 백제의 결기현(結己縣)이었는데, 757년(경덕왕 16)결성군(潔城郡)으로 고치고 신읍(新邑)ㆍ신량(新良) 등을 영현(領縣)으로 하였다. 1018년(현종 9)운주(運州)에 속하였고, 1172년(명종 2)결성(結城)으로 고치고 감무(監務)를 두었다.
1413년(태종 13) 현감을 두었으며, 1733년(영조 9)에 보령(保寧)에 속하였다가 1736년 복구하여 결성현(結城縣)이 되었다. 1895년(고종 32) 홍주부 결성군, 1896년 충청남도 결성군이 되었으며, 1914년 행정 구역 개편에 따라 홍성군에 병합되어 결성면이 되었다.

## 1914년 이후
| 조선총독부령 제111호 |                      |                                                |
| 구 행정구역 | 신 행정구역 (홍성군) | 신 행정구역 (홍성군)                           |
| 결성군 광천면(廣川面) | 광천면               | 가정리, 광천리, 내죽리, 담산리, 소암리         |
| 결성군 용천면(龍川面) | 용천면               | 교항리, 와리, 용호리, 중리, 형산리             |
| 결성군 현내면(縣內面) | 용천면               | 금곡리, 무량리, 성곡리, 성남리, 성호리, 읍내리 |
| 결성군 상서면(上西面) 국사동/연사리/거차리/양촌리, 소리/중황리 일부, 궁리/하황리 일부/상황리 일부/중황리 일부, 속동/후동/상황리 일부/하황리 일부, 산수동/이호리/곡촌리/상광리/평리/중촌리/하촌리 | 서부면               | 거차리, 광리, 궁리, 상황리, 이호리             |
| 결성군 하서면(下西面) 대사동/한사동/내동/남당리/장포리/어사리 일부, 안흥리/내대리/신리, 명호리/양곡리, 송천리/중리/염리/소점동/어사리 일부, 묵동/선소리/판교리/후동 일부 | 서부면               | 남당리, 신리, 양곡리, 어사리, 판교리           |
| 결성군 가산면(加山面) 대판리/어녕리/백인리 일부/(은하면) 학동리 일부, 미어실리/결덕리/점촌리 일부/목현리 일부/(오천군 천북면) 덕두리 일부, 평촌리/목현리 일부, 중리/장척리/포항리 일부/(오천군 천북면) 벌리/창리/구창동/두실동, 야동/상가리/중가리/하가리                                                         | 은하면               | 대판리, 덕실리, 목현리, 장척리, 화봉리         |
| 결성군 은하면(銀河面) 금리/신점촌리/구점촌리/하국리/상국리/율리 일부, 대가곡리 일부/율리 일부, 자음동/합천리/대가곡리 일부/(가산면) 백인리 일부, 유현리/유척리/송동리/월곡리 일부/대가곡리 일부, 장촌리/사점촌리/대가곡리 일부/월곡리 일부, 거산리/내동리/외남리/내남리/소가곡리/학동리 일부/(가산면) 백인리 일부 | 은하면               | 금국리, 대율리, 대천리, 유송리, 장곡리, 학산리 |
| 결성군 구항면(龜項面) 발현리/상리/내중리/내하리 일부, 외신리/외상리/외중리/태봉동/(화산면) 월암리 일부 | 구항면               | 내현리, 태봉리                                 |
| 결성군 두암면(斗巖面) 내두리/대두리/미정리 일부/(홍주군 궁경면) 선암리 일부, 마은동/효동/온동, 신매리/시곡리 일부/고정리 일부/척괴리 일부, 묵동/지석리/고정리 일부/미정리 일부/척괴리 일부, 신대리/와학리/소반동/유동                                                                                             | 구항면               | 대정리, 마온리, 신곡리, 지정리, 청광리         |
| 결성군 화산면(花山面) 상공리/하공리 일부/벌리 일부/화리 일부/죽두리 일부, 도장동/남산리/대야리 일부/하공리 일부, 갈오리/봉지동/독리 일부, 가정리 일부/장양리 일부/벌리 일부/월암리 일부/독리 일부/죽두리 일부/당리/(구항면) 내하리 일부, 상대동/중대동/하대동/묵동/독리 일부                                      | 구항면               | 공리, 남산리, 오봉리, 장양리, 황곡리           |
- 광천면, 용천면, 은하면, 구항면은 기존 면의 명칭을 유지하였다.